# خيال الذيب (فلم)
خيال الذيب هو فيلم تلفزي مغربي من إخراج محمد عهد بنسودة سنة 2006، و بطولة كل من محمد بسطاوي، محمد عاطفي، سعيدة باعدي، إدريس الروخ، نفيسة الدكالي، وآخرين.

## القصة
يحكي الفيلم قصة رجل يدعى التاجر، كما تحكي الأحداث قصة بعض السكان الذين يعملون في هذه الضيعة الكبيرة ولم يستطيعوا الحفاظ عليها بعد أن غادرها صاحبها «السي التاجر» قصد العلاج ولم يعد، لتدب الشكوك بين سكان الضيعة عن سبب غيابه وعدم عودته.
تتحول الظّنون إلى سرقة ونهب لجميع ممتلكاته وما يحتويه بيته من أثاث، من فرط جهلهم للوحاته الزيتية ومكتبته التي كانت تحتوي نفائس الكتب والتحف النادرة، كما لم تفلت معالم منزله الهندسية من الضياع.